# 서울신은초등학교
서울신은초등학교는 대한민국 서울특별시 양천구 신정3동에 위치한 공립 초등학교다.

## 학교 연혁
- 2011년 9월 1일: ‘서울신은초등학교’ 설립 인가
- 2011년 10월 28일: 서울신은초등학교 개교